# Logik
Logik är i bred bemärkelse läran om vad som gör ett resonemang eller en argumentation giltig. Den vetenskapliga disciplinen logik är ett omfattande och vittförgrenat ämnesområde på gränsen mellan filosofi och matematik. Den har som utgångspunkt studiet av giltiga slutledningar baserat på språkliga entiteters form, till skillnad från dessas innehåll. Logik som formell vetenskap har sitt ursprung i Aristoteles första systematiseringar av så kallade syllogismer, korrekta slutledningar givet två premisser.

## Historia
Modern logik, såsom formell logik, symbolisk logik och matematisk logik, är en abstrakt vetenskap som har kopplingar till datalogi, lingvistik och kognitionsforskning. Matematiken är dock det närmaste studieområdet för logiken, eftersom exakta definitioner, bevis, abstraktioner och formalism är fundamentala för båda vetenskaperna. 
Begreppet formell logik är baserat på ett förtydligande att logiken inte avser en mer allmän betydelse av logik alternativt exempelvis dialektiskt logik. Som studieämne har annars logiken ända sedan Aristoteles dagar varit formell till sin karaktär.

### Utveckling
Till en början handlade den moderna logiken om den nutida motsvarigheten till Aristoteles idéer: deduktion i formella system med hjälp av formella språk. Logikens tidiga koppling till Aristoteles ledde också till att den betraktades som en gren inom filosofin. Språk som tidigt studerades var satslogiken och predikatlogiken. Inom ramen för dessa kunde man ge exakta definitioner av begrepp som sats, härledning och logisk konsekvens.
Senare fick logikerna en djupare insikt om språkens möjligheter och begränsningar. Det logiska studiet av metoder och system som tillämpas inom logiken har gett upphov till många nya grenar av logiken och till fundamentala begrepp som avgörbarhet och fullständighet.

### Logiker och modern tid
Logiker kallas en person som vetenskapligt ägnar sig åt logik och formella system. Till de mest framstående logikerna i modern tid hör George Boole, Charles S. Peirce, Gottlob Frege, Bertrand Russell, Rudolf Carnap och Kurt Gödel.
En logiker kan även vara en företrädare för Namnskolan.

## Ämnesområden inom logik
- Studiet av olika formella system, satslogik och predikatlogik med flera, deras olika tillämpningar samt härledningar inom dessa.
- Rekursionsteori – omkring algoritmer och besläktade begrepp. Vilka typer av problem kan lösas "mekaniskt"? Finns det olika grader av lösbarhet/olösbarhet?
- Bevisteori – omkring olika härledningssystem och bevis inom dessa.
- Modellteori – studier av olika så kallade strukturer och begrepp som sanning och logisk konsekvens. Särskild uppmärksamhet ges åt ändlig modellteori.
- Abstrakt logik – det generella studiet av logiska system, varav den traditionella första ordningens logik är ett specialfall. Inom abstrakt logik kan man förändra systemens uttryckskraft genom att laborera med de olika språkens syntax och semantik, för att sedan studera vad det leder till. (Abstrakt logik kan ses som en generaliserad modellteori. Den vanliga modellteorin får då heta första ordningens modellteori eller klassisk modellteori. Ibland används det något luddiga begreppet metalogik för alla dessa områden.)
- Mängdteori – studiet av mängder, som i sin tur är absolut nödvändiga verktyg för att kunna formulera många viktiga logiska begrepp inom andra grenar av logiken. Mängdteorin är samtidigt en gren av den rena matematiken.

Det finns även andra skolor, som utvecklar logik enligt andra grundidéer och som skiljer sig från den förhärskande klassiska logiken. Bland dessa finns flervärd logik, suddig logik (fuzzy logic), parakonsistent logik och intuitionistisk logik.

## Kända logiker
- Aristoteles
- L.E.J. Brouwer
- Georg Cantor
- Rudolf Carnap
- Alonzo Church
- Gottlob Frege
- Kurt Gödel
- Douglas Hofstadter
- Per Martin-Löf
- Willard van Orman Quine
- Bertrand Russell
- Charles Sanders Peirce
- Henry M. Sheffer
- Alfred Tarski
- Alan Turing
- Ludwig Wittgenstein
- Georg Henrik von Wright